# 葛根田の大岩屋

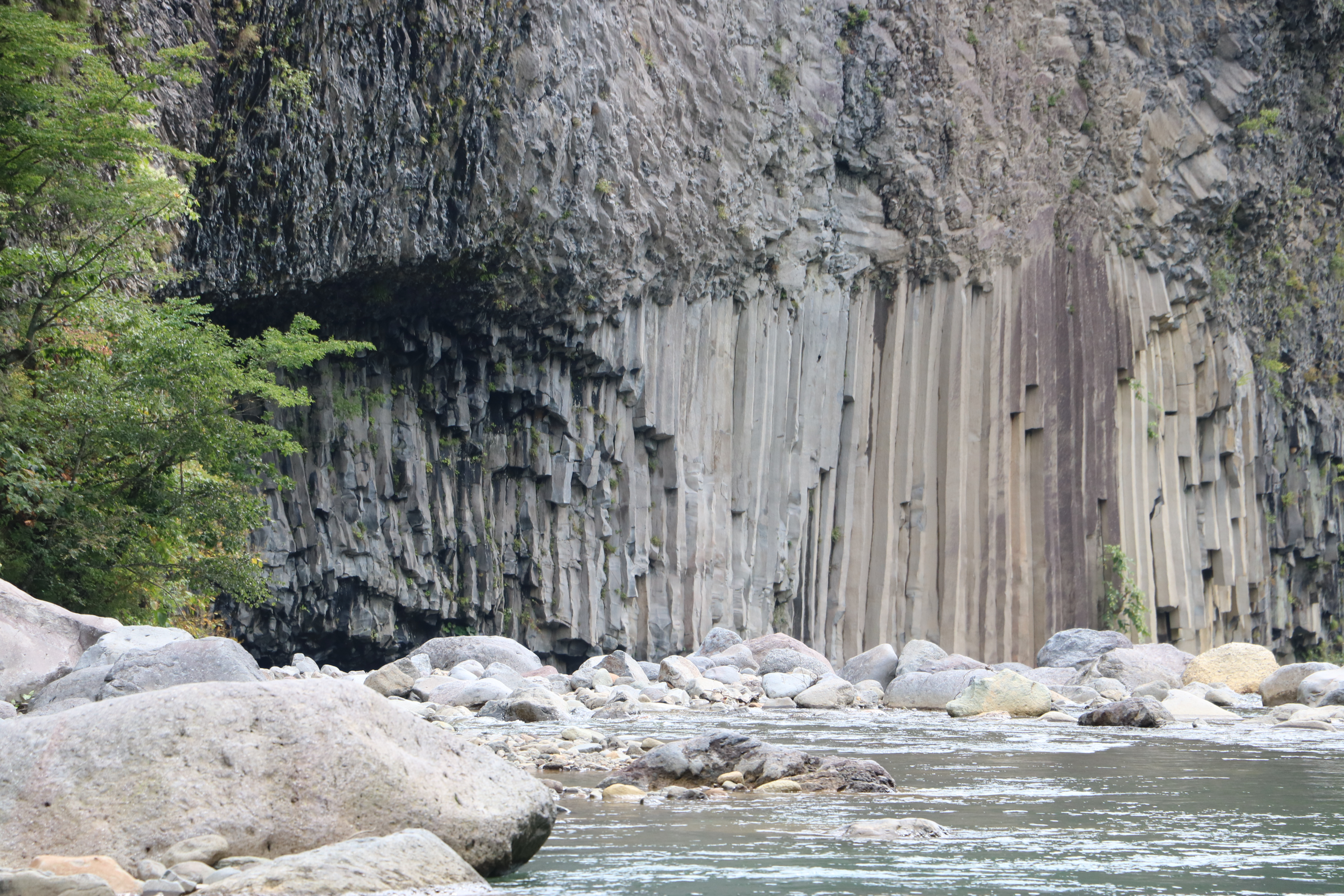
葛根田の大岩屋。2022年9月8日撮影。

葛根田の大岩屋（かっこんだのおおいわや）は、岩手県岩手郡雫石町長山にある国の天然記念物に指定された、含かんらん石輝石安山岩の柱状節理である。天然記念物の指定名称は「葛根田の大岩屋」であるが、現地に設置された案内表示や観光案内等では「玄武洞」と表記されていることが多い。
岩手県中西部にある同県最高峰の岩手山南西側の麓、北上川水系雫石川支流の葛根田川中流部の左岸に面して、高さ70  m（メートル）、幅約160 m の絶壁があり、葛根田川の水流に洗われる絶壁の下方に、高さ約10 m の直立する柱状節理が発達している。これが葛根田の大岩屋（通称、玄武洞）で、1943年（昭和18年）2月19日に国の天然記念物に指定された。
玄武洞という通称は、かつて節理の下方の一部が庇（ひさし）状になって、洞窟のように見えていたためであるが、1999年（平成11年）9月3日に大規模な崩落を起こし、洞窟状に見える庇状の部分は消失してしまった。岩盤崩落の原因は奇しくも1年前の同日1998年（平成10年）9月3日に発生した岩手県内陸北部地震の影響によるものと考えられており、落石等による危険防止のため、今日では柱状節理の断崖と葛根田川に接した県道沿いに大規模な防護柵ネットが設置されている。

## 解説

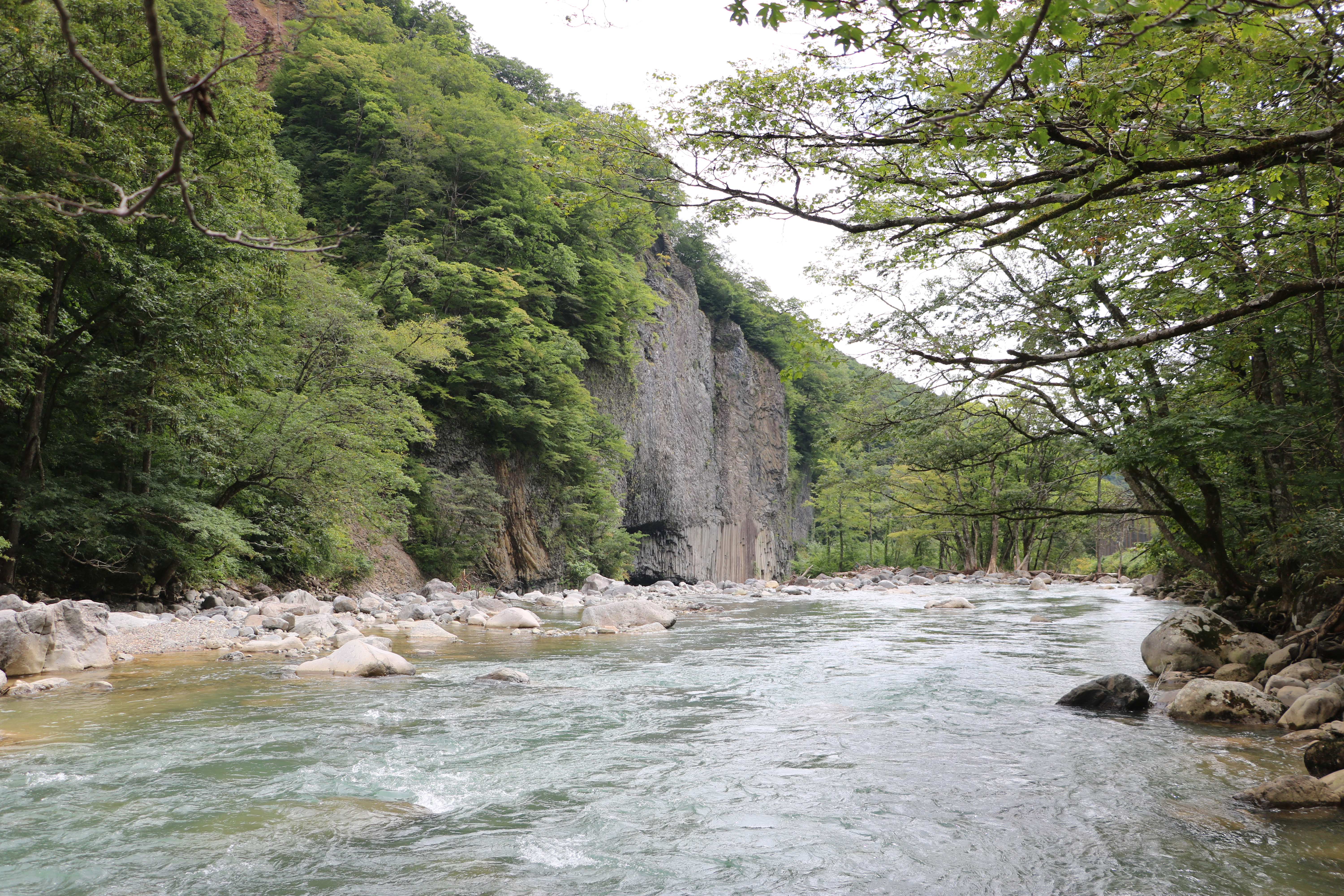
防護ネット規制外の葛根田川上流側より見た葛根田の大岩屋。2022年9月8日撮影。

葛根田の大岩屋は岩手山南西部の麓、北上川水系雫石川支流の葛根田（）川沿いにある巨大な岩壁で、東北電力の管理運営する葛根田地熱発電所へ向かう岩手県道・秋田県道194号西山生保内線の右側、葛根田川の対岸に垂直にそびえる大きな岩壁があり、川面に近い岩壁下部には柱状節理が発達している。
これが葛根田の大岩屋、当地では一般的に「玄武洞」と呼ばれる節理の発達した岩壁で、1941年（昭和16年）8月1日に国の天然記念物に指定された。指定された範囲の面積は、国有林雫石事業区181林班ろ小班の内の、実測17町1反9畝6歩2合5勺 (170,500 m2（平方メートル）) である。指定名称にある「大岩屋」や、通称の玄武洞の「洞」とは、この岩壁の最下部が葛根田川の河食作用により、えぐれて洞窟のような形状を成していたことによるものである。
この場所は岩手山山頂から直線距離で南西へ約5キロメートルの地点にあり、葛根田川左岸に連なる一連の溶岩は、岩手火山群の形成史の中で最も古い時期に活動した岩手山西方に続く大倉火山群、または新期網張火山群と呼ばれる火山活動の溶岩流によるものとされる。葛根田の大岩屋の柱状節理を形成する溶岩は、大倉山（標高 1,408 m ）と大松倉山（標高 1,407.5 m ）の中間にある小松倉山（標高 1,241 m）の南斜面に分布する小松倉溶岩と呼ばれる、石英、単斜輝石および斜方輝石の斑晶を含んだ、かんらん石玄武岩と安山岩を主体とする岩相である。このうち、国の天然記念物に指定された葛根田の大岩屋（通称、玄武洞）は、小松倉溶岩流の最下部末端に位置し、鉱物学的には「石英有単斜輝石斜方輝石かんらん（橄欖）石安山岩」、斑晶は、斜長石（<2.5mm）・かんらん石（<1.8mm）・斜方輝石（<3mm）・単斜輝石（>1mm、微量）、石基は、斜長石・単斜輝石・鉄鋼物・シリカ鉱物および褐色ガラスからなり、化学組成はSiO2＝54.65％である。
洞窟状になった部分の間口の幅は約40 m（メートル）、高さ約10 m、奥行き約10 mであったが、1999年（平成11年）9月3日の14時35分（JST）頃に発生した大規模な岩壁崩落により洞窟状の部分は消失してしまった。この崩落によって幅約 90 m 、高さ 65 m の直壁岩盤が新たに形成された。この崩落は正確に1年前の1998年（平成10年）9月3日16時58分17秒 (JST) に発生した岩手県内陸北部地震の影響によるものと考えられており、崩落の様子は僅か 50 m ほど上流部対岸の県道から目撃されている。この崩落で葛根田川が落石により堰き止められる河道閉塞が発生したため決壊の恐れが高まり、盛岡地方振興局では河川を堰き止めた土砂撤去が早急に実施された。さらに、崩壊した岩壁上部に残る不安定な岩盤が再度崩落する危険性があるため、施工者の安全性の観点から掘削に関わる重機をリモコン操作により行う無人化施工を行い、地盤の動きを監視する動態観測施設の設置にくわえ、落石による2次災害防止のため対岸の県道沿いに大規模な防護柵の設置など、2001年（平成13年）7月30日の県道一般交通規制解除までに完了させた。
葛根田の大岩屋は柱状節理としては特別規模の大きなものではないが、発生頻度の少ない岩盤崩落は地質学者らにとって希少な崩落面の形状経年変化調査の対象でもあり、3次元モニタリングシステムを使用した計測や考察が行われている。また、柱状節理の構造や形状には、節理がつくる柱の幅が直線的で大きいcolonnade（コロネード）と呼ばれる構造と、柱の幅が狭く曲がっているentablature（エンタブラチャー）と呼ばれる構造の、2つの種類が知られているが、このような形状差の生じる原因は解明されていない。しかし、葛根田の大岩屋の岩壁は最下部の 10 m が柱の幅の大きなcolonnadeで、それより上部はentablature構造と、1つの連続する岩壁に2つの柱状節理構造があり、それぞれの微細な岩石組織や内部構造を偏光顕微鏡を用いて比較することにより、柱状節理の形成過程を考察する研究対象にもなっている。

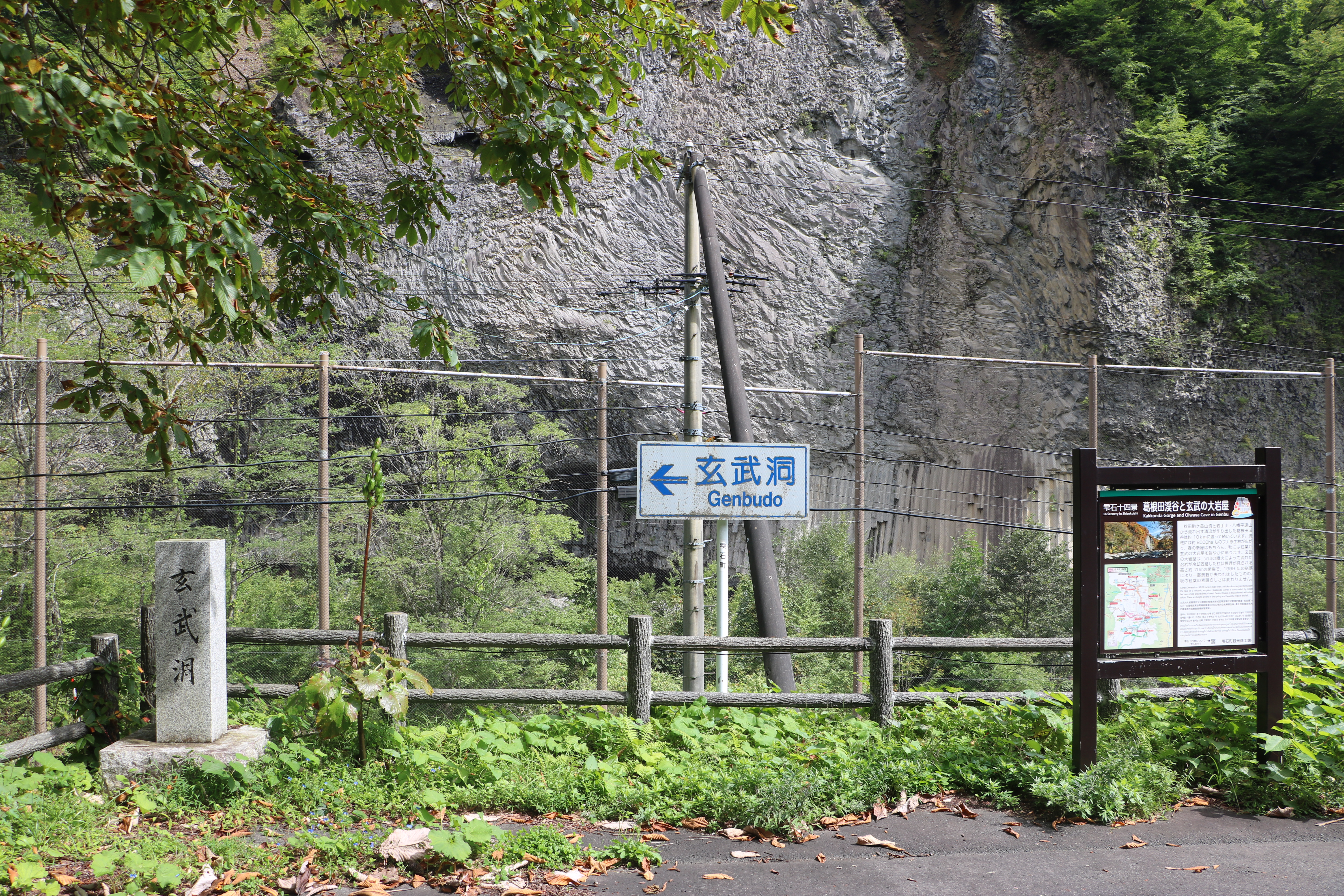
指定名称ではなく「玄武洞」の表記と石碑がある。2022年9月8日撮影。
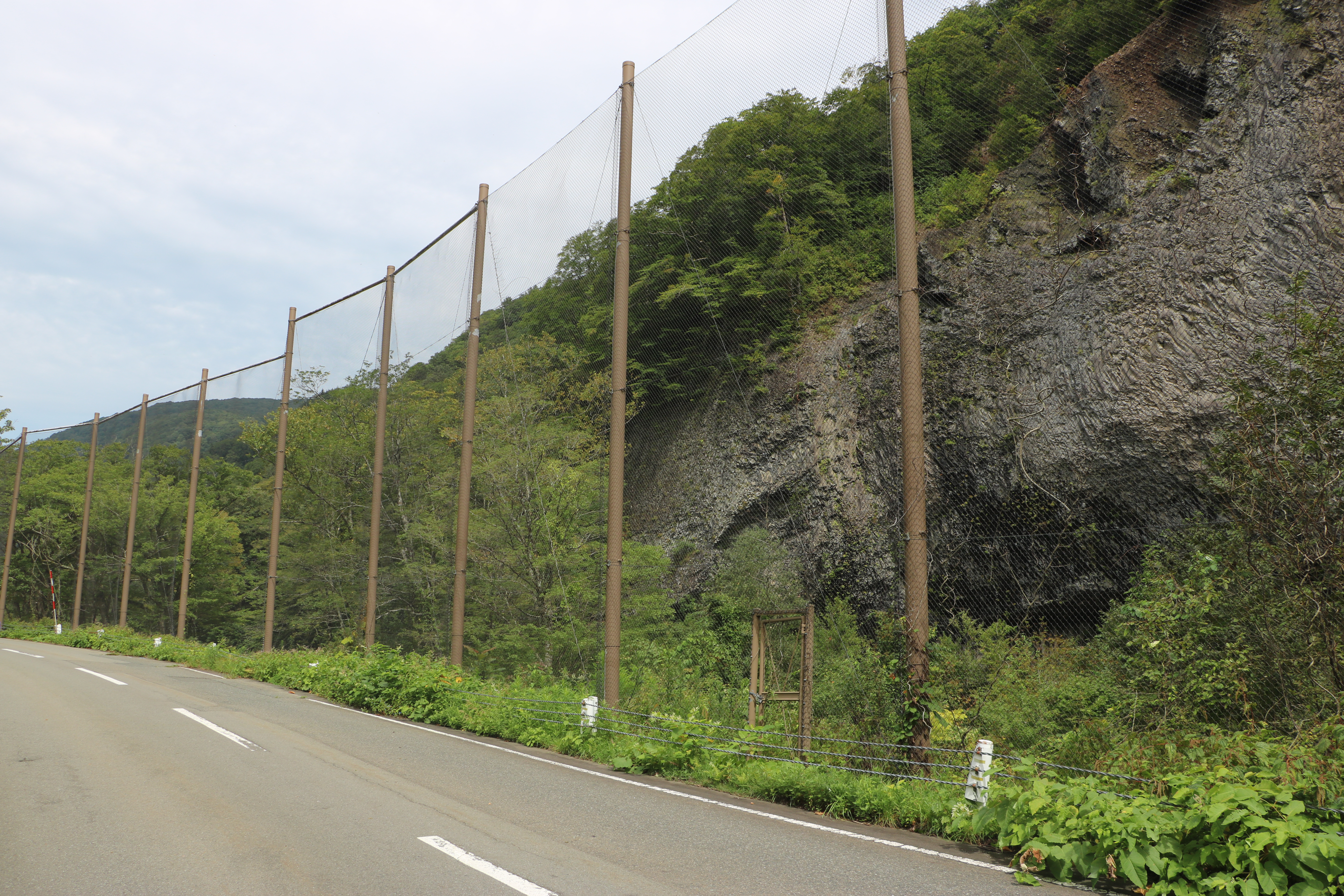
県道沿いに設置された落石防止ネット。節理の上部はentablature構造。2022年9月8日撮影。
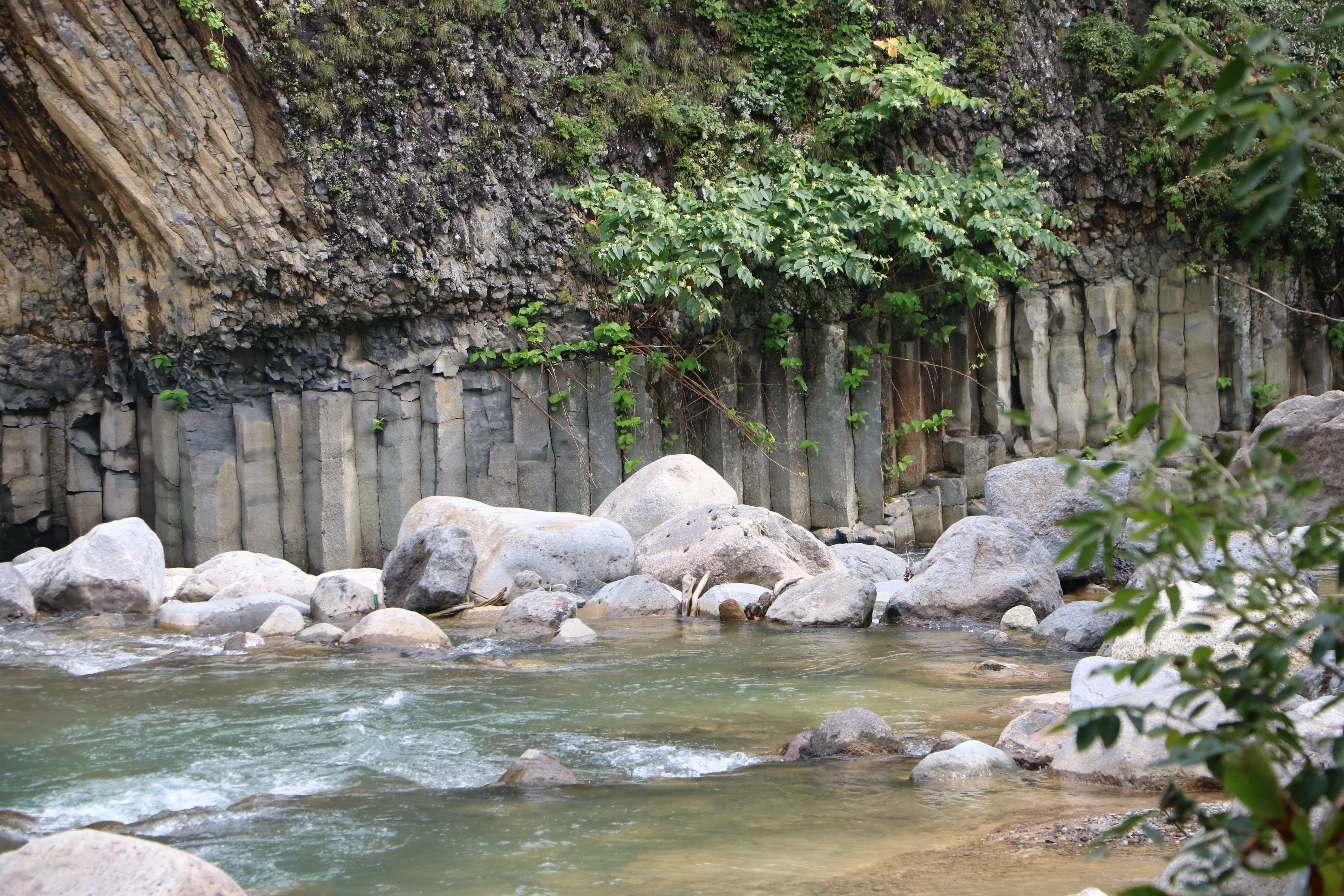
下部のcolonnade構造。2022年9月8日撮影。

## 交通アクセス
所在地
- 岩手県岩手郡雫石町長山

交通
- 東北自動車道盛岡インターチェンジより車で約40分[15]。
- 東日本旅客鉄道（JR東日本）田沢湖線雫石駅下車。車で約25分[15]。